# Niedźwiedź (gmina w powiecie miechowskim)
Niedźwiedź – dawna gmina wiejska istniejąca do 1954 roku w woj. kieleckim i woj. krakowskim. Siedzibą władz gminy był Niedźwiedź. 
W okresie międzywojennym gmina Niedźwiedź należała do powiatu miechowskiego w woj. kieleckim. Po wojnie gmina przez bardzo krótki czas zachowała przynależność administracyjną, lecz już 1 kwietnia 1945 roku została wraz z całym powiatem miechowskim przyłączona do woj. krakowskiego. Według stanu z dnia 1 lipca 1952 roku gmina składała się z 12 gromad: Brończyce, Czechy, Kępa, Miłocice, Niedźwiedź, Polanowice, Ratajów, Skrzeszowice, Szczepanowice, Trątnowice, Waganowice i Wesoła.
Jednostka została zniesiona 29 września 1954 roku wraz z reformą wprowadzającą gromady w miejsce gmin. Po reaktywowaniu gmin z dniem 1 stycznia 1973 roku gminy Niedźwiedź nie przywrócono, a jej dawny obszar wszedł głównie w skład nowej gminy Słomniki w tymże powiecie.
Uwaga: W latach 1945–1954 w woj. krakowskim istniały dwie gminy o nazwie Niedźwiedź; drugą była gmina Niedźwiedź w powiecie limanowskim.